# Бир, Дэниел
Дэниел Бир (англ. Daniel Beer; род. 1973, Девон) — британо-английский историк, специалист по современной России. Доктор, заведующий кафедрой истории Royal Holloway, University of London. Лауреат Cundill Prize (2017).
Рос в Норт-Девоне.
Вспоминал, что в 16 лет прочитал Достоевского и увлекся русской культурой и историей. Наибольшее же влияние на него оказала книга Мишеля Фуко «Дисциплина и наказание». Из историков на него наиболее повлияют работы Лауры Энгельштейн по истории русской культуры XIX века.
Обучался в Кембридже и Гарварде. Его первая степень связана с современными языками, благодаря чему Бир свободно говорит на французском, немецком и русском языках, а также владеет на базовом уровне венгерским. Вспоминал, что будучи студентом — «гораздо больше симпатизировал большевикам, но теперь вижу в них человеконенавистнических, жестоких фанатиков». Работал 15 месяцев в архивах в Санкт-Петербурге, Москве, Тобольске и Иркутске в Сибири.
Автор работ о XIX-XX вв., по социальной и культурной истории Российской империи. Писал для The Guardian, History Today, BBC History, The Times Literary Supplement, Literary Review, The Wall Street Journal, The New York Times, New Statesman. Есть дочь и сын.
Автор The House of the Dead: Siberian Exile Under the Tsars (Allen Lane, 2016; Knopf, 2017) {Рец., }, высоко оцененной Саймоном Себагом-Монтефиоре, David Aaronovitch и Дональдом Рейфилдом ; вошедшей в шорт-листы Wolfson History Prize, Pushkin House Russian Book Prize, Longman–History Today Award; а также названной книгой года The Times, Spectator, BBC History и TLS Books. Работая над этой книгой провел порядка полутора лет, занимаясь в архивах в Европейской России и Сибири.
Также автор Renovating Russia: The Human Sciences and the Fate of Liberal Modernity, 1880—1930 (Cornell UP) {Рец.}.